# Drachmobola
Drachmobola là một chi bướm đêm thuộc phân họ Tortricinae của họ Tortricidae.

## Các loài
- Drachmobola dentiuncana Kuznetzov, 2003
- Drachmobola insignitana (Moschler, 1891)
- Drachmobola lobigera Diakonoff, 1975
- Drachmobola periastra Meyrick, 1907
- Drachmobola strigulata Meyrick, 1910